# Stor kærguldsmed
Stor kærguldsmed (Leucorrhinia pectoralis) er en lille guldsmedeart der tilhører slægten Leucorrhinia i familien Libellulidae.
Den er 32- 39 mm lang  og er det største medlem af sin slægt i Europa. Den er let at identificere ved det store gule syvende led af dens bagkrop. Stor kærguldsmed ses flyvende fra sidst i maj til starten af juli.
Den lever i udkanten af sumpe og foretrækker mindre surt vand end sin nære slægtning, den lille kærguldsmed, (Leucorrhinia dubia).Den forekommer fra det vestlige Sibirien til dele af Frankrig.
Den er sjælden i Danmark, men er også gået tilbage i løbet af de sidste hundrede år. Efter tilbagegang i 1900-tallet fandtes den kun ved nogle få søer eller vandhuller på Sjælland og Falster. Den er dog i fremgang i både Skåne og Tyskland og har bredt sig østover de seneste år, idet arten også er fundet på velundersøgte steder i eksempelvis Østjylland, og Nordsjælland